# Ignacy Chambrez
Ignacy de Ryvos Chambrez, Ignatz Chambrez (ur. 31 lipca 1758 w Holešovie, zm. w 1835 w Brnie) – rysownik, malarz i architekt czeskiego pochodzenia, nauczyciel szkół średnich oraz profesor budownictwa na Uniwersytecie Jagiellońskim i Uniwersytecie Lwowskim.

## Życiorys

### Okres cieszyński
Był synem artysty malarza, Jana Chambreza. Początkowe nauki pobierał u swego ojca i u Jana Sturma. W czasie długiej podróży „studyjnej” w latach 1776–1783 zwiedził Austrię, Włochy, Niemcy i Francję. W 1784 r. osiadł w Cieszynie, gdzie został wpisany do rejestru cieszyńskich mieszczan. 5 października ożenił się z Teresą Drachny, córką miejskiego budowniczego. W latach 1793–1803 był nauczycielem rysunków w Szkole Głównej w tym mieście. W tym czasie malował portrety miejscowych osobistości, obrazy o treści religijnej do kościołów na Śląsku Cieszyńskim (m.in. w Końskiej i Jabłonkowie), a także zaprojektował szereg budynków w samym Cieszynie. W archiwach zachował się list I. Chambreza do księcia cieszyńskiego Alberta z 18 października 1801 r. z prośbą o subwencję, aby wykonany przez siebie widok Cieszyna, odbudowanego po pożarze z 1789 r., mógł wydać w formie miedziorytu. Książę przyznał autorowi złoty medal oraz dotację w wysokości 60 guldenów.

### Okres krakowski
W latach 1803–1807 uczył w Szkole Normalnej w Krakowie, od r. 1807 z tytułem profesora nadzwyczajnego wykładał budownictwo w Uniwersytecie Jagiellońskim. W tym okresie wydał dwukrotnie podręcznik pt. Betrachtungen über den Charakter der Gebäude und die darauf anzubringenden architektonischen Verzierungen (Wien 1807 i 1808).

### Okres lwowski
W r. 1812 został przeniesiony do Lwowa, zostawiając rodzinę w Cieszynie. Początkowo wykładał w tamtejszym liceum. Następnie (1817 r.) otrzymał świeżo kreowaną, nadzwyczajną katedrę „wyższego budownictwa” na wydziale filozoficznym tamtejszego uniwersytetu, którą piastował do roku 1834, kiedy złożył dymisję ze złego stanu zdrowia. Mimo podeszłego już wieku ujawniał wielką ruchliwość, wyjeżdżał często za granicę dla uzupełnienia swoich wiadomości, dbał o poziom naukowy słuchaczy, gromadził troskliwie zbiory dydaktyczne katedry budownictwa. Wykształcił cały zastęp architektów galicyjskich. Obowiązki katedry swej pojmował szeroko, wykładał nie tylko architekturę, ale również budowę dróg i mostów, tworząc naukowe podwaliny dla powstałej w późniejszych latach lwowskiej Politechniki. Wykłady prowadził na podstawie własnych skryptów oraz dzieł fachowych z zakresu nauk technicznych autorstwa m.in. Vignoli, Milizia i Schemerlego.
W okresie lwowskim wydał drukiem: Versuch eines architektonischen Katechismus (Lwów 1821) oraz Kurzer und fassl. Anweis zum Selbst¬unterricht für Landmaurermeister (Brno 1822). Książki te opracował z myślą uczynienia z nich fachowych podręczników szkolnych, jednak nie uzyskały one zatwierdzenia.
Starania Chambreza, podjęte już w 1818 r., o uzyskanie stopnia profesora zwyczajnego spełzły na niczym.
W latach 20. XIX w. – w czasie pracy w Uniwersytecie Lwowskim – zapadł na zdrowiu.
W latach 1826–1828 kierował przebudową gmachu Uniwersytetu Lwowskiego, wykazując tym swoje walory jako architekt.
Był członkiem korespondentem Morawsko-Śląskiego Towarzystwa Rolniczego.
Za jego pracę Uniwersytet Lwowski zaproponował mu złoty medal, którego nie zdążył otrzymać.
Po przejściu na emeryturę w 1834 roku wyjechał do Brna, gdzie zmarł w 1835 roku (niektóre źródła podają, że było to we Lwowie na przełomie 1844 i 1845 roku).